# 天津地铁11号线
天津地铁11号线是天津地铁的已开通线路之一。线路呈东西走向，代表色是■墨蓝色。11号线一期工程南开区复康路与水上公园西路交口的水上公园西路站，东至东丽区津塘二线与六经路交口的东丽六经路站，串联复康路、八里台、儿童医院、友谊路、文化中心、新八大里地块、陈塘科技服务区、天钢柳林、新立示范镇、东丽开发区等客流集散点，线路全长22.6千米，设21座车站，均为地下站，设置七经路车辆段一座，总投资237.89亿元。11号线一期东段（东江道站至东丽六经路站）共12千米已在2023年12月28日正式开通运营，一期工程西段（水上公园西路站至东江道站）于2024年12月28日开通运营。
截止目前，11号线仍有西延段（文洁路站至水上公园西路站）在建，计划2027年底开通。

## 概要
11号线一期工程途径南开区、河西区、河东区、东丽区四个行政区，串联复康路、八里台、儿童医院、友谊路、文化中心、新八大里地块、陈塘科技服务区、天钢柳林、新立示范镇、东丽开发区等客流集散点。线路西起南开区水上公园西路站，沿复康路向东，过庆丰路，线路避开八里台立交桥至吴家窑大街，后线路转至友谊路，后线路下穿规划建行大厦及爽园里、红旗北里、德望里、平江南里小区，在尖山路与规划谊黄路交口设黑牛城站，后线路转入澧水道，过洪泽路转至内江北路，沿内江北路南行，过郁江道转至东江道，过曲江路，下穿天山里小区、化工宿舍北转至学苑路，出台儿庄南路站后下穿海河，后转入规划环宇道，沿规划环宇道，躲避外环线规划立交至东丽新立示范小城镇农民安置房北侧，沿规划路向东，进入津塘二线，东至东丽区东丽六经路站。
一期工程线路长22.6km，共设车站21座，均为地下站，设置七经路车辆段一座。设两座主变电所，新建驯海路主变1座，与Z1线共享，正线设置牵引变电所11座，车辆段独立设置1座牵引变电所，与中心城区其他轨道交通线路共用地铁3号线华苑车辆段内线网控制中心，在七经路车辆段设备用控制中心一处。
天津地铁11号线一期文洁路站至水上公园西路站（不含）工程工程西起保山西道一中心医院新址西侧，东至水上公园西路站，全长3.84公里，共设文洁路、澄江路、一中心医院3座车站，均为地下车站。

## 历史
- 2019年5月，天津地铁11号线一期工程PPP项目中标结果公布[6]。
- 2019年7月，天津地铁11号线一期工程正式开工[7]。
- 2021年2月11日除夕，天津地铁11号线延伸工程在西青区文洁路站正式开工[8]。
- 2023年2月10日，天津地铁11号线一期工程首列电客车在七经路车辆段入轨试车。[9][10]
- 2023年7月1日，天津地铁11号线一期工程东段（东江道站至七经路车辆段）正式开始空载试运行。
- 2023年7月20日，正在建设中的八里台站更名为南开大学八里台站。[11]
- 2023年9月1日，正在建设中的外环辅道站更名为东丽文体中心站。[12]
- 2023年12月28日，天津地铁11号线一期工程东段（东江道站至七经路车辆段）正式开通运营，东江道站可与既有1号线华山里站进行联程优惠[13]。
- 2024年5月28日，水上公园西路-文化中心段完成热滑试验。[14]
- 2024年8月27日，11号线一期西段（水上公园西路-东江道）开始空载试运行。[15]
- 2024年12月28日，11号线一期西段开通运营。[4]

## 车站
11号线一期工程共设21座车站，均为地下站。

### 换乘站

#### 已开通
- 吴家窑站：换乘3号线，为通道换乘。
- 文化中心站：换乘5号线、6号线。11号线站台建设于天津文化中心西侧，将与5、6号线实现通道换乘，受Z1线预留结构影响，换乘通道建设进度缓慢，11号线开通初期与5、6号线之间需出站换乘[16]。
- 医大二院站：换乘6号线。11号线建设时对6号线车站做出改造增设了换乘节点，也可经站厅换乘。
- 环宇道站：换乘10号线。该站一体化建设，与10号线L型站台垂直换乘。

#### 站外换线联程
- 东江道站：前往华山里站换乘1号线。

#### 未来发展
- 一中心医院站：换乘6号线。6号线建设时未做预留，换乘方式未知。
- 水上公园西路站：换乘13号线。13号线属于中长期规划线路，换乘方式未知。
- 南开大学八里台站：换乘7号线。11号线建设时已作部分同步建设，预计为L型站台垂直换乘。
- 文化中心站：换乘Z1线。预计为T型站台垂直换乘。
- 澧水道站：换乘8号线。8号线该站建设晚于11号线，预计为通道换乘。
- 陈塘站：换乘12号线。12号线属于中长期规划线路，换乘方式未知。
- 环宇道站：换乘Z1线。10号线和11号线环宇道站均未对此预留，换乘方式未知。

### 车站概况
| 站名[1↑] | 所在地          | 启用日期              | 换乘线路[2↑]                 | 车站形式     | 开门方向 |
| --- | --------------- | --------------------- | ---------------------------- | ------------ | -------- |
| 天津地铁11号线 |                 |                       |                              |              |          |
| 文洁路 | 西青区          | 建设中 预计2027年12月 | 不適用                       | 地下岛式站台 | 左侧     |
| 澄江路 | 南开区          | 建设中 预计2027年12月 | 不適用                       | 地下岛式站台 | 左侧     |
| 一中心医院 | 南开区          | 建设中 预计2027年12月 | █ 6号线                      | 地下岛式站台 | 左侧     |
| 水上公园西路 | 南开区          | 2024年12月28日        | █ 13号线                     | 地下岛式站台 | 左侧     |
| 南开大学八里台 | 南开区          | 2024年12月28日        | █ 7号线                      | 地下岛式站台 | 左侧     |
| 吴家窑 | 河西区          | 2024年12月28日        | █ 3号线                      | 地下岛式站台 | 左侧     |
| 佟楼 | 河西区          | 2024年12月28日        |                              | 地下岛式站台 | 左侧     |
| 迎宾馆 | 河西区          | 2024年12月28日        |                              | 地下岛式站台 | 左侧     |
| 文化中心 | 河西区          | 2024年12月28日        | █ 5号线、 █ 6号线[4↑] █ Z1线 | 地下岛式站台 | 左侧     |
| 医大二院 | 河西区          | 2024年12月28日        | █ 6号线                      | 地下岛式站台 | 左侧     |
| 澧水道 | 河西区          | 2024年12月28日        | █ 8号线                      | 地下岛式站台 | 左侧     |
| 內江路 | 河西区          | 2024年12月28日        |                              | 地下岛式站台 | 左侧     |
| 陈塘 | 河西区          | 2024年12月28日        | █ 12号线                     | 地下岛式站台 | 左侧     |
| 东江道 | 河西区          | 2023年12月28日        | █ 1号线：华山里[3↑]          | 地下岛式站台 | 左侧     |
| 学苑北路 | 河西区          | 2023年12月28日        |                              | 地下岛式站台 | 左侧     |
| 海河东路 | 东丽区          | 2023年12月28日        |                              | 地下岛式站台 | 左侧     |
| 环宇道 | 东丽区          | 2023年12月28日        | █ 10号线 █ Z1线              | 地下岛式站台 | 左侧     |
| 雪莲南路 | 东丽区 / 河东区 | 2023年12月28日        |                              | 地下岛式站台 | 左侧     |
| 招远路 | 东丽区          | 2023年12月28日        |                              | 地下岛式站台 | 左侧     |
| 东丽文体中心 | 东丽区          | 2023年12月28日        |                              | 地下岛式站台 | 左侧     |
| 驯海路 | 东丽区          | 2023年12月28日        |                              | 地下岛式站台 | 左侧     |
| 东丽一经路 | 东丽区          | 2023年12月28日        |                              | 地下岛式站台 | 左侧     |
| 东丽三经路 | 东丽区          | 2023年12月28日        |                              | 地下岛式站台 | 左侧     |
| 东丽六经路 | 东丽区          | 2023年12月28日        |                              | 地下岛式站台 | 左侧     |
| 注释 |                 |                       |                              |              |          |
| 1↑ 斜体标示的车站，尚未启用。 2↑ 斜体标示的换乘，尚未启用。 3↑ 站外换线联程，在不更换乘车介质的情况下30分钟内可减一元。 4↑ 因换乘通道建设进度缓慢，现时换乘两条线路均需出站换乘。 |                 |                       |                              |              |          |
| 论 编 |                 |                       |                              |              |          |

## 车辆

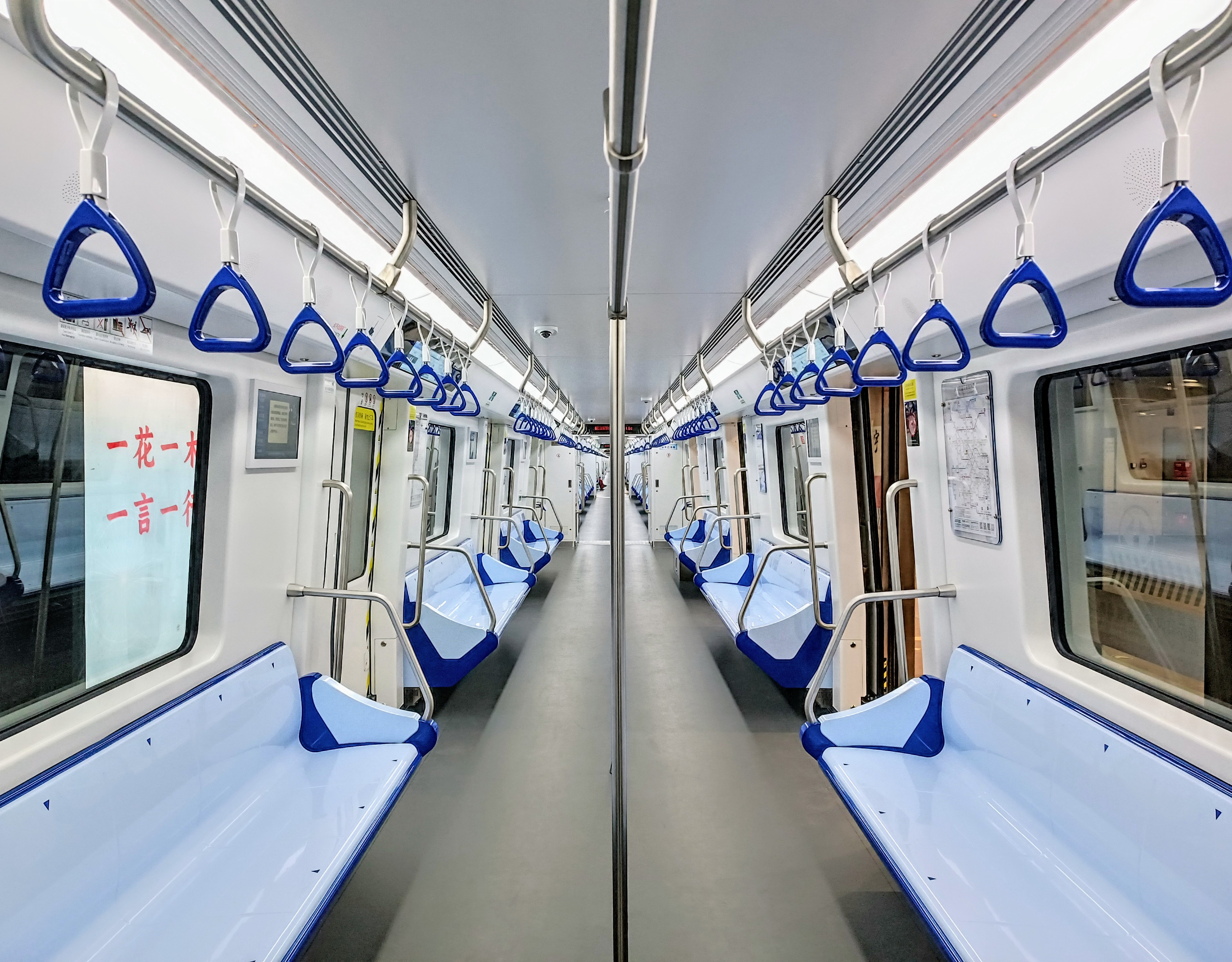
天津地铁11号线列车

11号线采用B型车，列车最高运行速度为80km/h，初期平均旅行速度为32km/h，近期及远期平均旅行速度为36km/h。初期、近期、远期均采用6辆编组，列车总长118.12米，编组形式为
|                   | 天津地铁11号线车辆编组 |  |
|                   |                        |  |
| +Tc-Mp-M*M-Mp-Tc+ |                        |  |

其中，Tc为带司机室的拖车，Mp为带受电弓的动车，M为不带受电弓的动车，+为全自动车钩，-为半永久车钩，*为半自动车钩。
地铁11号线一期工程共配属电客车23列，由中车唐山公司提供，为6节编组四动两拖B型列车，最高时速80公里。

## 未来发展

### 延伸新一中心医院工程
2020年4月，天津轨道交通集团有限公司公布《天津市城市轨道交通建设规划调整（2020-2025）环境影响报告书（征求意见稿）》，规划建设11号线延伸新一中心医院工程，西起文洁路站，东至一中心医院站，线路全长约2.4km，设站2座。2020年8月，天津轨道交通集团公布《天津市城市轨道交通建设规划调整（2020-2025）环境影响报告书（征求意见稿）》调整稿，工程调整延伸区间敷设路径，线路全长增加至2.66km，站数不变。

### 远期延伸
11号线文洁路站將预留延伸條件，未來可繼續往西延伸，到达辛口镇地区，截止2020年4月，远期延伸工程仍在规划阶段。